# Moulis, Ariège
Moulis är en kommun i departementet Ariège i regionen Occitanien i södra Frankrike. Kommunen ligger  i kantonen Saint-Girons som ligger i arrondissementet Saint-Girons. År 2022 hade Moulis 796 invånare.

## Befolkningsutveckling
Antalet invånare i kommunen Moulis
Referens: INSEE